# Jole Galli
Pour les articles homonymes, voir Galli.
Jole Galli, née le 26 juillet 1995, est une skieuse acrobatique italienne ancienne skieuse alpine. Elle est spécialiste des épreuves de skicross.  

## Palmarès en ski acrobatique

### Championnats du monde
- Championnats du monde 2023 : 
  -  Médaille de bronze en skicross par équipe.
- Championnats du monde 2025 : 
  -  Médaille de bronze en skicross par équipe.

### Coupe du monde
- Meilleur classement en skicross : 12e en 2022.
- 6 podiums dont 2 victoires.

#### Détails des victoires
| Épreuve / Édition | Ski Cross               | Total |
| ----------------- | ----------------------- | ----- |
| 2024-2025         | Val di Fassa Bakouriani | 2     |